# Рим-Чіампіно
Аеропорт Рим-Чампіно (італ. Aeroporto di Roma-Ciampino), або аеропорт імені Джованні Баттіста Пастіне (італ. Giovanni Battista Pastine Airport) (IATA: CIA, ICAO: LIRA) — цивільний аеропорт з летовищем спільного базування розташований за 15 км на південний схід від Рима, Італія. Аеропорт розташований в регіоні Лаціо, за Великою окружною дорогою на межі Риму (X муніципалітет) та Чампіно.
Аеропорт Чампіно було відкрито 1916 року. Це один з найстаріших чинних аеропортів. До 1960 року був основним аеропортом для мешканців Рима, пасажирообіг його досягав 2 млн пасажирів на рік. Після відкриття Міжнародного аеропорту імені Леонардо да Вінчі у Ф'юмічіно, Чампіно було переорієнтовано на внутрішні та чартерні рейси.
За декілька десятиліть інтерес до аеропорту виявили лоу-кост авіакомпанії.

## Наземний транспорт
Залізничного сполучення з аеропортом Чампіно не існує. Пряме автобусне сполучення пов'язує аеропорт з вокзалом Терміні та прилеглими станціями (як метрополітену, так і залізниці)
- Автобуси COTRAL/Schiaffini вирушають до станції метро Ананьїна, а також до найближчої залізничної станції Чампіно.
- Автобуси Terravision ltd, Schiaffini і BusShuttle прямують до центрального римського вокзалу Терміні.
- Доступні таксі та оренда автомобілів.

## Авіалінії та напрямки
| Авіакомпанія | Пункт призначення |
| ------------ | --- |
| Ryanair      | Афіни, Париж-Бове, Берлін-Шенефельд, Бордо, Братислава, Бухарест, Будапешт, Кальярі, Брюссель-Шарлеруа, Кельн/Бонн, Комізо, Копенгаген, Дублін, Східний Мідландс, Единбург, Ейндговен, Франкфурт–Хан, Карлсруе/Баден-Баден, Краків, Лісабон, Лондон-Станстед, Лурд, Мадрид, Манчестер, Марракеш, Марсель, Нюрнберг, Порту, Познань, Прага, Рабат, Сантандер, Софія, Стокгольм-Скавста, Салоніки, Трієст, Валенсія, Вільнюс, Варшава-Модлін, Веце, Вроцлав Сезонний: Акаба, Біллунн, Корфу, Глазго-Прествік, Гетеборг, Пальма-де-Мальорка, Пафос |
| Wizz Air     | Бухарест, Кишинів, Крайова, Яси, Катовиці, Скоп'є, Сучава, Тімішоара |